# Вуд, Грант
Грант Деволсон Вуд (англ. Grant DeVolson Wood; 13 февраля 1891 — 12 февраля 1942) — американский художник, известный в основном картинами, посвящёнными сельской жизни американского Среднего Запада. Автор знаменитой картины «Американская готика» (1930).

## Биография

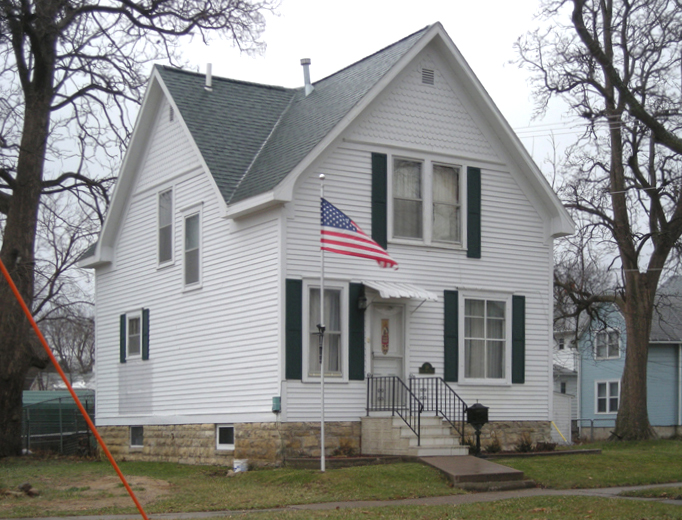
Дом в Сидар-Рапидсе, в котором Грант Вуд провёл детство

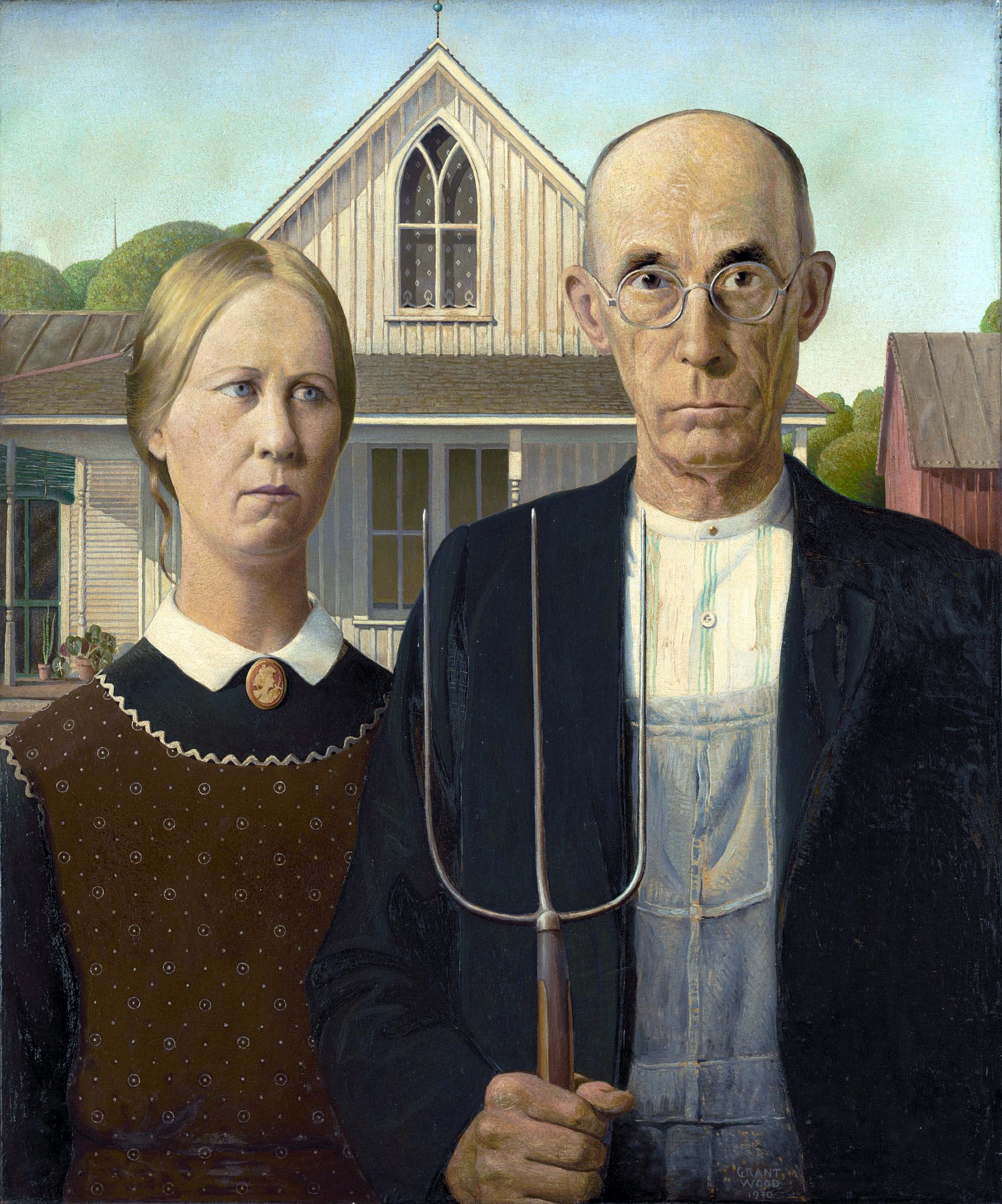
Грант Вуд. Американская готика. 1930 Институт искусств (Чикаго)

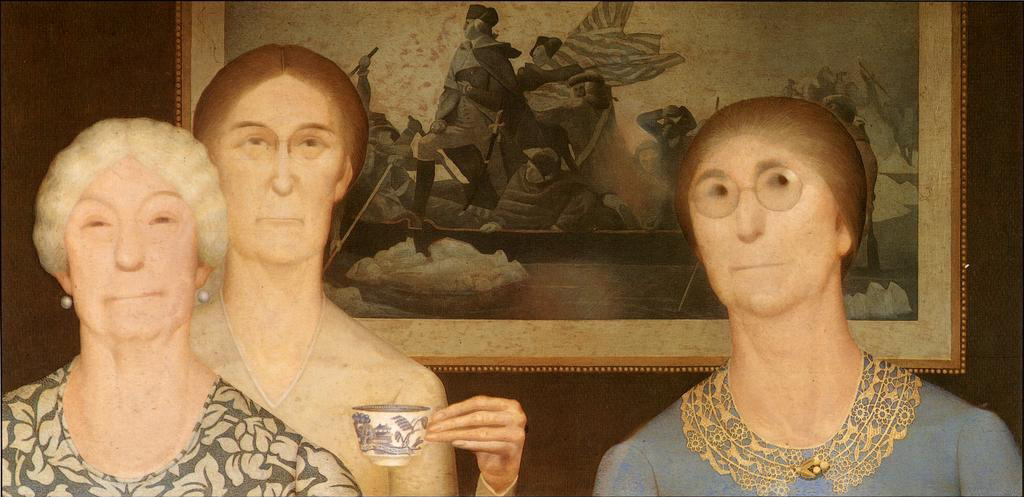
Daughters of Revolution (1932)

В 1913 году Вуд поступил в Школу Искусств Чикагского Университета, занимался изготовлением ювелирных изделий из серебра. С 1920 по 1928 совершил четыре поездки в Европу, где изучал различные живописные стили, в частности импрессионизм и постимпрессионизм. Больше всего на него повлияло, однако, творчество Яна Ван Эйка, у которого он взял четкость и ясность своей новой техники. В 1932 Вуд основал Каменный город колонию искусств Stone City Art Colony недалеко от своего родного города, целью которой было помочь художникам выжить во время Великой Депрессии.
Вуд преподавал живопись в Школе Искусств Айовского Университета с 1934 по 1941 годы. Также он курировал проекты настенной росписи, консультировал студентов, писал собственные произведения.
12 февраля 1942 года, за день до своего пятьдесят первого дня рождения, Вуд скончался в университетском госпитале от рака поджелудочной железы.

## Творчество

### Риджионализм
Имя Вуда тесно связано с американским течением, вошедшим в историю искусства под названием риджионализм, изначально распространившимся на Среднем Западе. Представители этого движения предпочитали изображать в реалистичной форме сцены из жизни американской глубинки в противовес европейскому абстракционизму. Вуд был одним из трех художников, более всего ассоциируемых с этим движением. Остальные, Джон Стюарт Кэрри и Томас Харт Бентон, благодаря покровительству Вуда получили места преподавателей в колледжах Висконсина и Канзаса.

### Картина «Американская Готика»
Самая известная картина Гранта Вуда «Американская Готика» (1930) — одно из наиболее узнаваемых произведений американского искусства. Вероятно, по уровню культурной знаковости эту картину можно без преувеличений сравнить с «Моной Лизой» да Винчи или с «Криком» Эдварда Мунка. Впервые она выставлялась Чикагском институте искусств в 1930 году, там же она хранится и сегодня. За эту картину Вуд получил премию в размере 300 долларов и почти мгновенную славу. Образ стал расхожим, его используют и в рекламе, и в мультфильмах, и в карикатурах.
Самобытность и многогранность этого произведения, обеспечившие ему всемирную славу, — прежде всего в очень мощном визуальном образе, а помимо этого, в возможности самых различных трактовок — вплоть до прямо противоположных. Вскоре после появления репродукции картины в газетах последовала негативная реакция общественности. Жители штата Айовы были разгневаны тем, как их изобразил художник. Художественные критики, благосклонно настроенные по отношению к произведению, например, Гертруда Стайн и Кристофер Морли, считали его острой сатирой на замкнутость и узколобость жителей маленьких провинциальных городков. Сам же Вуд отрицал подобную интерпретацию: с наступлением Великой Депрессии он видел в сельской Америке мужество и упрямство первопроходцев, пионерский дух и решимость в преодолении любых препятствий. Ещё одна трактовка предполагает смешение почтительности и легкой насмешки.
Вуд вдохновлялся неоготическим стилем небольшого особняка Элдона (южная Айова), особенно чётко эти неоготические черты просматриваются в арочном окошке на втором этаже. Вуд решил изобразить этот дом, а на переднем плане людей, которые, по его мнению, могли бы в нём жить. На картине изображен фермер рядом со своей дочерью, старой девой. Художнику позировали его дантист Байрон МакКиби (англ. Byron McKeeby) и сестра Нэн (1900—1990). Именно сестра Вуда настаивала на версии, что на картине изображена дочь фермера, а никак не жена, так как ей хотелось думать о себе как о более молодой женщине. На женщине передник с рисунком колониальных времен, вилы в руке фермера призваны олицетворять тяжелый труд, позы и выражение героев картины заставляют думать о традиционном, патриархальном укладе жизни.
Композиционная строгость и проработанность деталей отсылают нас к Северному Возрождению, которое Грант особенно пристально изучал во время своих посещений Европы. Также он бережно относится и к достоверности в передаче атмосферы и деталей быта Среднего Запада, и это ключевая черта направления риджионализма.

## Сочинения
- Wood, Grant. «Art in the Daily Life of the Child.» Rural America, March 1940, 7-9.
- Wood, Grant. Revolt against the City. Iowa City: Clio Press, 1935.